# 亞當·湯普森
亞當·湯普森（英語：Adam Thomson；1982年3月13日—）是一位新西蘭橄欖球運動員。他是新西蘭國家橄欖球隊的一員，代表新西蘭參加了2011年世界盃橄欖球賽。